# Ngong Hills
 Denne artikel omhandler bjerget Ngong. Opslagsordet har også en anden betydning, se Ngong (by).
Bjerget Ngong (ofte omtalt Ngong Hills) er en række høje, beliggende syd for Nairobi i Kenya og på kanten til Great Rift Valley. Fra Ngongs østlige sider kan Nairobi National Parks gamle vildtreservat ses, og byen Nairobi fra de nordlige sider, mens Great Rift Valley kan ses fra højenes vestvendte sider.
Den højeste bakkes tinde og byen Ngong ligger henholdsvis 2.460 meter (8.070 fod) og 2.061 meter (6.765 fod) over havets overflade.

## Trivia
- Fra 1914 til 1931 drev Karen Blixen en kaffeplantage, der var beliggende ved foden af bjerget Ngong.
- Området omkring Ngong var et populært opholdssted for hvide farmere under det Britiske Imperiums koloniale æra og storhedstid.
- Ngong, der på masai-sproget Maa betyder "fingre-bakkerne", ligner fire knoer på en knytnæve fra begge sider.

## Galleri
- En af bakkerne på Ngong Hills.
- Ngong Hills, Kenya.